# 湖北广播电视台综合频道
湖北广播电视台综合频道（播出时台标文字为湖北综合，曾标识为“HBTV-1”、“湖北电视台”），为湖北电视台的第二套节目，是湖北广播电视台下属的一个主力地面电视频道，开播于1965年:91。

## 节目
- 《新闻360》
- 《帮女郎帮你忙》
- 《节目现场》
- 《幸福来敲门》

## 外部連結
- 官方网站